# Институт географии имени В. Б. Сочавы СО РАН
Институт географии им. В. Б. Сочавы СО РАН (ИГ СО РАН; Федеральное государственное бюджетное учреждение науки Институт географии имени В.Б.Сочавы Сибирского отделения Российской академии наук) — ведущее на востоке России научное учреждение географического профиля.

## Описание
Основные научные направления института: состояние и развитие природных геосистем и их компонентов, географические основы устойчивого развития регионов Сибири.
Институт проводит фундаментальные научные исследования в таких областях как:
- ландшафтоведение,
- разработка географических основ территориальной организации производства и формирования населения на территории,
- системное картографирование,
- создание теоретических основ прогнозирования, контроля и регулирования динамики геосистем.

Прикладная география
Выполняются работы по экологическому зонированию Байкальской природной территории, оценке природно-ресурсного потенциала и размещению производительных сил сибирских регионов, оптимизации сети особо охраняемых природных территорий.
Институт осуществляет экологическое сопровождение крупных инвестиционных проектов, в том числе освоения нефтяных и газовых месторождений, создания трубопроводов по передаче углеводородного сырья в страны Азиатско-Тихоокеанского региона.

## История
Официальные названия института:
- 1957 — Институт географии СО АН СССР (г. Иркутск)
- 1960 — Институт географии Сибири и Дальнего Востока (ИГСиДВ) СО АН СССР
- 1983 — Институт географии СО АН СССР.
- 1991 — Институт географии СО РАН.
- 2005 — Институт географии имени В. Б. Сочавы СО РАН.

Директора института (по году назначения):
1. 1957 — Герасимов, Иннокентий Петрович
2. 1959 — Сочава, Виктор Борисович
3. 1976 — Воробьёв, Владимир Васильевич
4. 2000 — Снытко, Валериан Афанасьевич
5. 2005 — Антипов, Александр Николаевич
6. 2010 — Плюснин, Виктор Максимович
7. 2017 — Владимиров, Игорь Николаевич

Научные школы
Географические исследования опираются на современную методологическую базу — теорию геосистем, созданную в Институте. Сформировались научные школы по географии населения, экзогенной геоморфологии, гидрологии ландшафтов, ландшафтному планированию.
Значительным достижением Института стало комплексное картографирование природы, хозяйства и населения различных регионов Азиатской России и сопредельных стран. Созданы крупные картографические произведения: Национальный атлас Монголии, атласы Забайкалья, КАТЭК, оз. Хубсугул, экологический атлас Иркутской области, разнообразные тематические карты.
Созданы научные сибирские географические школы российского и мирового уровня:
- физической географии (учения о геосистемах) акад. В.Б. Сочавы;
- экзогенной геоморфологии Л.Н. Ивановского;
- геохимии ландшафта чл.-корр. РАН В.А. Снытко;
- ландшафтной гидрологии А.Н. Антипова – Л.М. Корытного;
- географии хозяйственного освоения К.П. Космачева;
- географии населения акад. В.В. Воробьева;
- медицинской географии Е.И. Игнатьева – Б.Б. Прохорова;
- системного и атласного картографирования Б.А. Богоявленского – А.Р. Батуева.

## Редакционно-издательская деятельность
Институт географии им. В. Б. Сочавы СО РАН является соучредителем научного журнала «География и природные ресурсы». Журнал выходит с 1980 года, а с 2008 года в издательстве «Эльзевир» (Нидерланды) издается его англоязычная версия.
В Институте ежегодно издается около 20 сборников и монографий, успешно функционирует своё издательство.

## Научные связи
Российско-германское сотрудничество в области охраны окружающей среды в течение 15 лет осуществляется в рамках проектов по разработке методических основ ландшафтного планирования как инструмента управления устойчивым развитием территории. Осуществляются также совместные проекты с учеными Китая, Монголии, Польши, Чехии, Голландии, Украины, Беларуси, Армении, Грузии, Азербайджана.
Институт — организационный центр географической науки на востоке России. Проводятся традиционные конференции: географов Сибири и Дальнего Востока, молодых географов Сибири и Дальнего Востока, по тематической картографии, гидрологии ландшафта, оценке природно-ресурсного потенциала, рекреационной географии, социальной географии, геоинформационным и аэрокосмическим методам, моделированию геосистем, научные Чтения памяти академика В. Б. Сочавы.
При Институте действует Бюро сибирских организаций Русского географического общества, а также его Восточно-Сибирское отделение, которое существует более 150 лет.